# Esteban Servellón
Gabriel Jorge (San Esteban Catarina, El Salvador, 16 de octubre de 1921 - San Salvador, El Salvador, 12 de agosto de 2003) fue un músico salvadoreño. 
Realizó sus estudios de primaria en su pueblo natal, donde incursiona en la música como maestro de coro.  Desde muy joven se especializó en la ejecución de la viola, violonchelo y el violín. A los 16 años se traslada, con su madre y hermanos a Ciudad Delgado, cerca de la capital de su país. Estudia en la Escuela Nacional de Música “Rafael Olmedo” de San Salvador, donde tuvo como maestro al también vicentino, Domingo Santos. En 1941 se incorpora a la Banda de los Supremos Poderes, la orquesta sinfónica del Estado. En 1952 recibe una beca gubernamental para estudiar composición y dirección de orquesta en la Academia de Santa Cecilia de Roma, donde permanece por cuatro años. En 1956 vuelve El Salvador donde asume el cargo de director del Conservatorio Nacional de Música.  Ocupa el cargo de director de la Orquesta Sinfónica del Ejército de El Salvador (1963-1973). 
En 1973 viaja a Estados Unidos donde reside por tres años. En 1976, se traslada a Veracruz, México, donde vive hasta 1992. En la década de 1980, trabaja en la Universidad Veracruzana como catedrático de composición musical. A su vuelta a El Salvador trabajó brevemente como Jefe de la Escuela de Música del Centro Nacional de Artes.
Compuso entre otras obras, una Misa Réquiem, una concertina para contrabajo, una sonata para guitarra, y varias serenatas y cuartetos.